# Barahona (prowincja)
Barahona – jedna z 32 prowincji Dominikany. Stolicą prowincji jest miasto Barahona.

## Opis
Prowincja położona na południowym zachodzie Dominikany, zajmuje powierzchnię 1 660 km² i liczy 187 105 mieszkańców 1 grudnia 2010.

## Gminy
| Lp.     | Gmina                             | Liczba ludności (2010) | Powierzchnia (km²) |
| ------- | --------------------------------- | ---------------------- | ------------------ |
| 1       | Barahona (Santa Cruz de Barahona) | 83 619                 | 169                |
| 2       | Cabral                            | 14 823                 | 122                |
| 3       | El Peñón                          | 3 970                  | 41,8               |
| 4       | Enriquillo                        | 13 164                 | 328                |
| 5       | Fundación                         | 8 042                  | 52,2               |
| 6       | Jaquimeyes                        | 4 491                  | 115                |
| 7       | La Ciénaga                        | 9 112                  | 117                |
| 8       | Las Salinas                       | 4 703                  | 127                |
| 9       | Paraíso                           | 15 390                 | 136                |
| 10      | Polo                              | 8 186                  | 207                |
| 11      | Vicente Noble                     | 21 605                 | 246                |
| Łącznie |                                   | 187 105                | 1 660              |